# جاك سكوت (لاعب كرة قدم)
جاك سكوت (بالإنجليزية: Jack Scott)‏ (4 ديسمبر 1905 في المملكة المتحدة - 9 مارس 1976 في المملكة المتحدة) هو لاعب دوري الرغبي ولاعب كرة قدم بريطاني (وحمل سابقاً جنسية المملكة المتحدة لبريطانيا العظمى وأيرلندا) في مركز الدفاع. لعب مع نادي دونكاستر روفرز ونادي ساوثهامبتون ونورويتش سيتي وفيثرستون روفرز ‏.

## وصلات خارجية
- جاك سكوت على موقع بوكس ريك (الإنجليزية) (registration required)